# Икса (станция)
Икса — железнодорожная станция ведомственной Заонежской железной дороги. Является главной станцией всей железнодорожной сети Заонежского ППЖТ. Название происходит от реки Икса, левого притока Онеги.

## История
В начале 1970-х годов в районе строительства нынешней Заонежской железной дороги планировалось строительство крупного города, в котором планировалось организовать добычу бокситов. К 1972 году была построена железная дорога от станции Пукса, но город так и не был построен. Вместо него появился посёлок Североонежск. Тогда же появилось Управление лесных исправительных учреждений, которое приняло решение об освоении лесных массивов по направлению трассы Заонежской железной дороги. В 1973 году рядом с посёлком Североонежск и была построена станция Икса, рядом с которой вырос посёлок Икса. В 1979 году было сдано локомотивное депо Икса.

## Описание станции
Станция состоит из 5 путей, на двух из них отстаиваются грузовые составы, готовящиеся к отправке на сеть РЖД. На станции имеется небольшой вокзал, на котором производятся пассажирские операции. Имеется низкая посадочная платформа, у которой останавливается пассажирский поезд, к которому нередко подцепляются грузовые вагоны. От станции отходит подъездной путь к локомотивному депо.

## Деятельность
Станция является главной станцией Заонежской железной дороги. На ней находится административное здание дороги, производятся грузовые операции по перевозке леса и бокситов из Чирцово, Янгор и Скарлахты.

### Расписание поездов
| Маршрут                         | Периодичность курсирования                 | Время |
| ------------------------------- | ------------------------------------------ | ----- |
| Икса — Янгоры (не имеет номера) | Понедельник, четверг, пятница, воскресенье | 20:40 |

Кроме того, в 1995—1997 годах курсировал пассажирский поезд Икса — Пукса, обеспечивавший пассажирское сообщение с сетью бывшего МПС (далее он следовал по Мехреньгской ветви Североонежского ППЖТ до Салтозера).